# Dönhoff

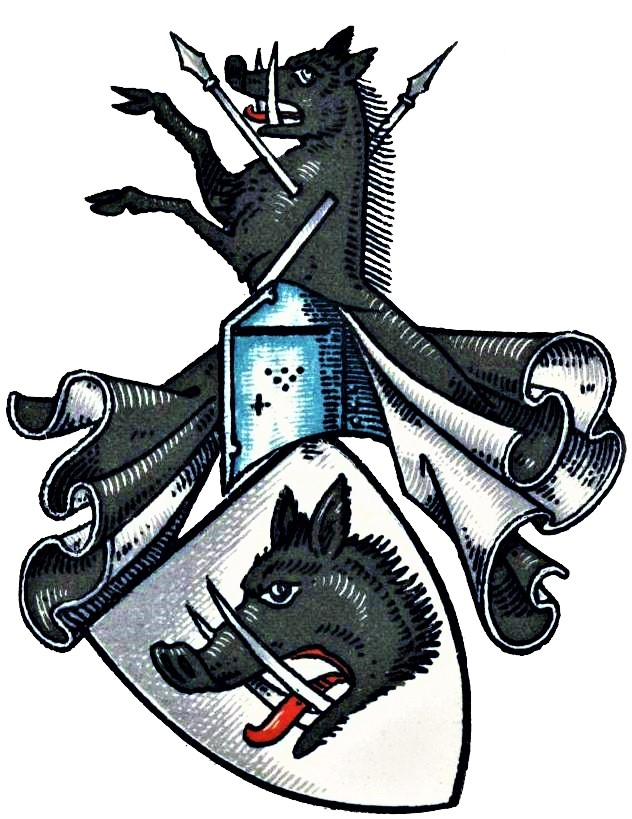
Stammwappen derer von Dönhoff

Dönhoff (polnisch Denhoff) ist der Name eines alten westfälischen Adelsgeschlechts aus der Grafschaft Mark, das sich über das Baltikum nach Polen und Preußen ausgebreitet hat.

## Geschichte
Der Ursprung der Dönhoff ist in Heven auf dem Dönhof zu suchen, von wo sich die Familie nach Wengern begab (Haus Dönhoff). Erstmals urkundlich genannt werden 1282 die Brüder Heinrich von Dunehof und Herbordus de Dunehoue genannt Kebbe. Die Stammreihe des Geschlechts beginnt mit Johann von Dönhoff auf Wengern, urkundlich genannt 1440–1486, dessen Sohn Hermann von Dönhof 1478 in Livland belehnt wurde. Im Jahr 1410 erwirbt Godecke Dönhoff († vor 1444) das Gut Allo in Estland. Sein Haus stirbt im 16. Jahrhundert aus, Allo fällt 1523 an die von Rosen. Heven kam durch Heirat 1463 an Tidemann von Unna, auch das Haus Wengern erlosch 1540 mit Dietrich von Dönhoff, es fiel an Gerhard von Dönhoff († 1574) von dem alle späteren Angehörigen abstammen.
Gegen Ende des 16. Jahrhunderts begann der Aufstieg der Familie zu einer bedeutenden Magnatenfamilie in Polen-Litauen. 1633 folgte die Erhebung des gesamten Geschlechts durch den Kaiser in den Reichsgrafenstand, eine Linie der Denhoffs wurde 1637 durch Kaiser Ferdinand III. zusätzlich in den Reichsfürstenstand erhoben. Begründet wurde die materielle und politische Macht der Denhoffs durch Reichsfürst Kaspar Dönhoff (1587–1645). Er ließ die barocken Residenzen in Ujazd und Kruszynie bei Radom sowie die Grabkapelle der Familie auf dem Gelände Jasna Góra, dem größten Marienheiligtum Mittel- und Osteuropas und bedeutendsten polnischen Nationalheiligtum, errichten. Die fünf polnischen, einschließlich der livländischen und kurländischen Häuser sind in den Jahren 1725–1791 erloschen.

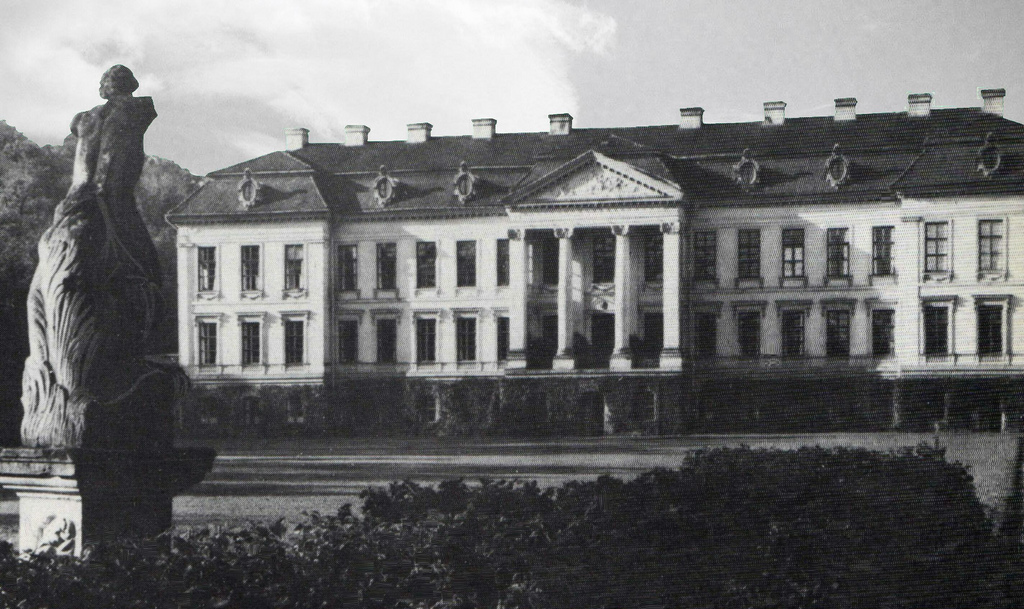
Schloss Friedrichstein, Familiensitz von 1666 bis 1945

Ein weiterer, dem reformierten Glauben angehörender, Zweig dieser Familie wurde um 1640 in Ostpreußen ansässig und war von 1666 bis 1945 im Besitz von Schloss Friedrichstein (heute russisch: Kamenka) bei Löwenhagen (Komsomolsk), 20 Kilometer östlich von Königsberg (Kaliningrad).
Der Dönhoffschen Familienstiftung Quittainen bei Preußisch Holland stand der jeweilige Fideikommissherr von Friedrichstein vor. Schloss und Gut Quittainen hatte 1742 Philipp Otto Graf Dönhoff erworben und erweiterte den Besitz durch Ankauf der Güter Schönau-Gehlfeldt, Nauten und Samrodt. Das gräflich Dönhoffsche Stifts- und Armengericht Quittainen bestand bis 1849.
Aus der Friedrichsteiner Linie stammten auch die drei jüngeren Häuser Beynuhnen (1888), Krafftshagen im Kreis Friedland (ab 1927 Kreis Bartenstein, mit dem Namen Grafen von Dönhoff, Freiherren von Krafft, 1862) und Rützenhagen (1945).

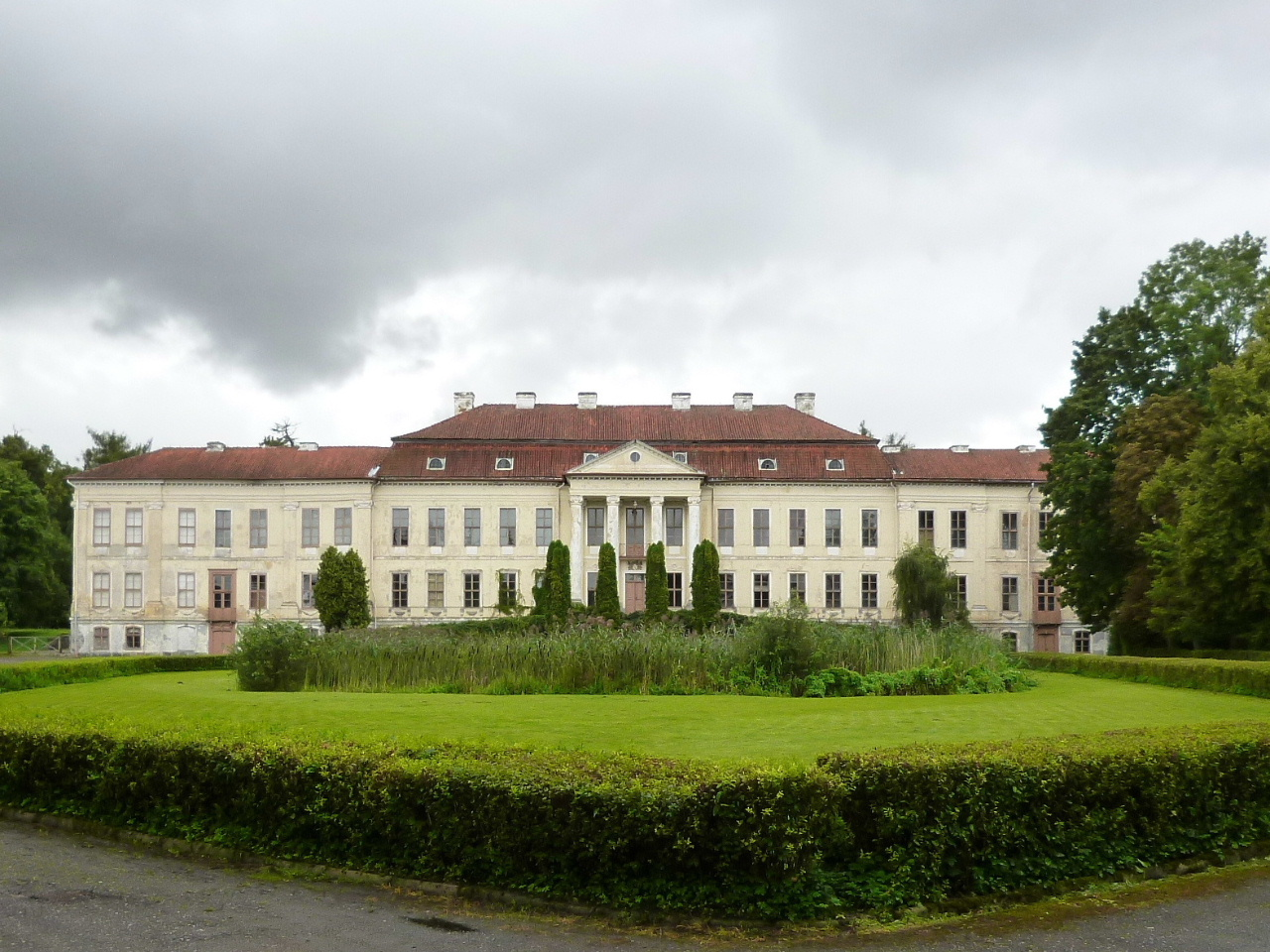
Schloss Dönhoffstädt in Dönhoffstädt

Aus dem Zweig Friedrichstein kam auch der Gründer des Hauses Dönhoffstädt, so genannt nach dem durch Bogislaw Friedrich von Dönhoff (1669–1742) in den Jahren 1710–1716 errichteten Barockschloss bei Groß Wolfsdorf, das bis 1816 in Familienbesitz war, als die drei Schwestern des Grafen Stanislaus Dönhoff sich sein Erbe teilten. Der Zweig Dönhoff-Dönhoffstädt ist 1879 endgültig erloschen, nachdem Dönhoffstädt 1863 im Erbweg an die Grafen zu Stolberg-Wernigerode gekommen war.
Alle heutigen Mitglieder der Familie sind Nachfahren des Grafen August Heinrich Hermann von Dönhoff (1797–1874) auf Friedrichstein, Vater des Grafen August von Dönhoff (1845–1920); dessen Tochter war die Publizistin Marion Gräfin Dönhoff (1909–2002), ein Enkel ist der Forstwirt und Autor Hermann Graf Hatzfeldt-Dönhoff, zu den zahlreichen Urenkeln zählen die Schriftsteller Tatjana Gräfin Dönhoff (* 1959) und Friedrich Dönhoff (* 1967).

## Wappen
Das Stammwappen zeigt in Silber einen rot bezungten schwarzen Eberkopf (Keilerkopf) mit emporstehenden Borsten. Auf dem Helm mit schwarz-silbernen Decken ein wachsender rot bezungter schwarzer Keiler, von zwei gekreuzten goldenen Lanzen am Hals durchbohrt.

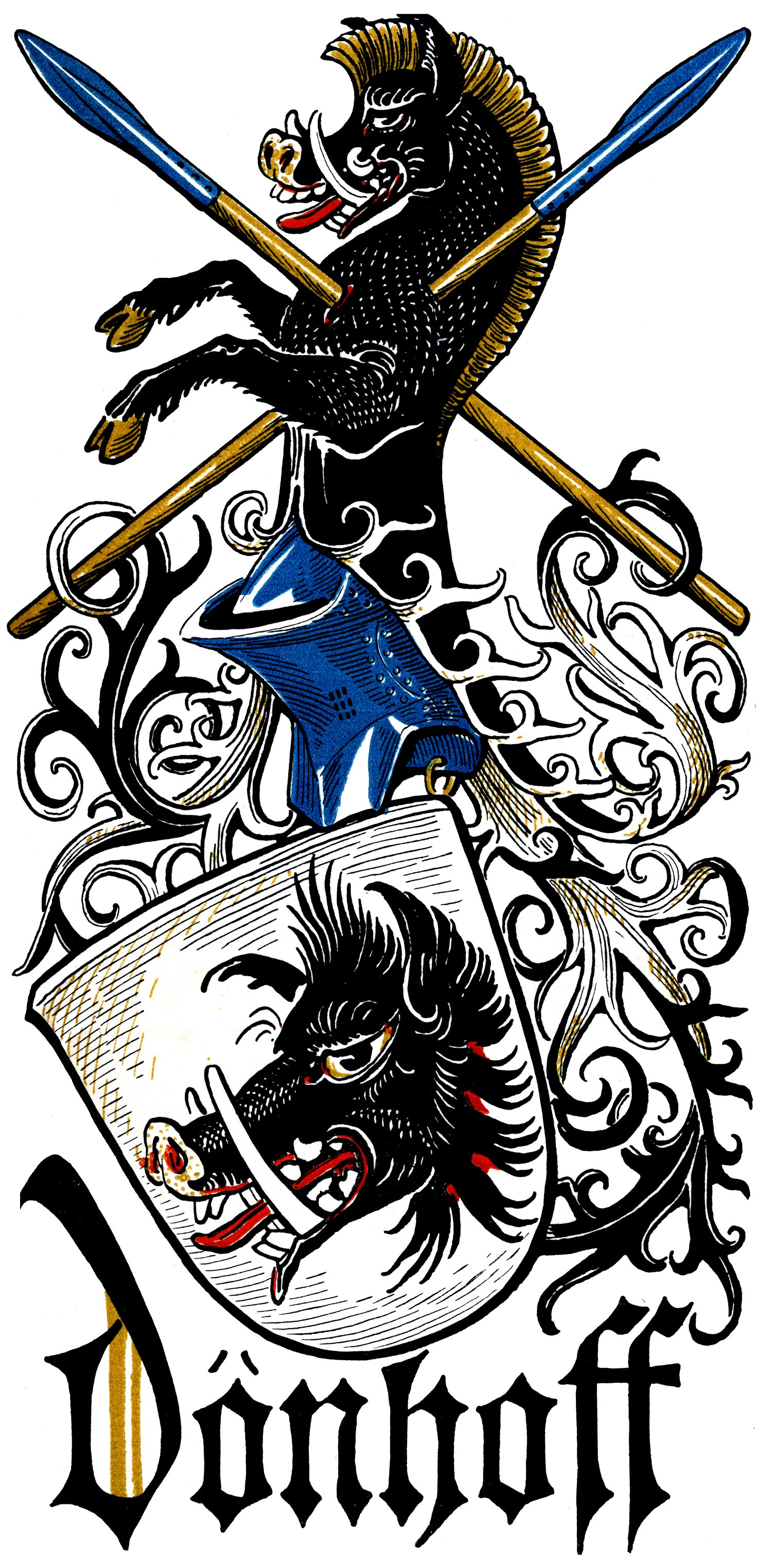
Wappengrafik von Otto Hupp im Münchener Kalender von 1914
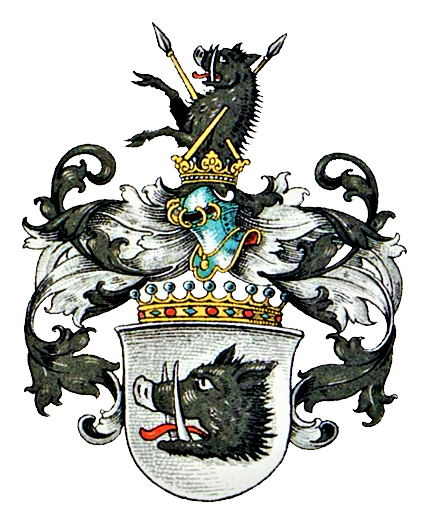
Wappen der Grafen von Dönhoff im Wappenbuch des Westfälischen Adels
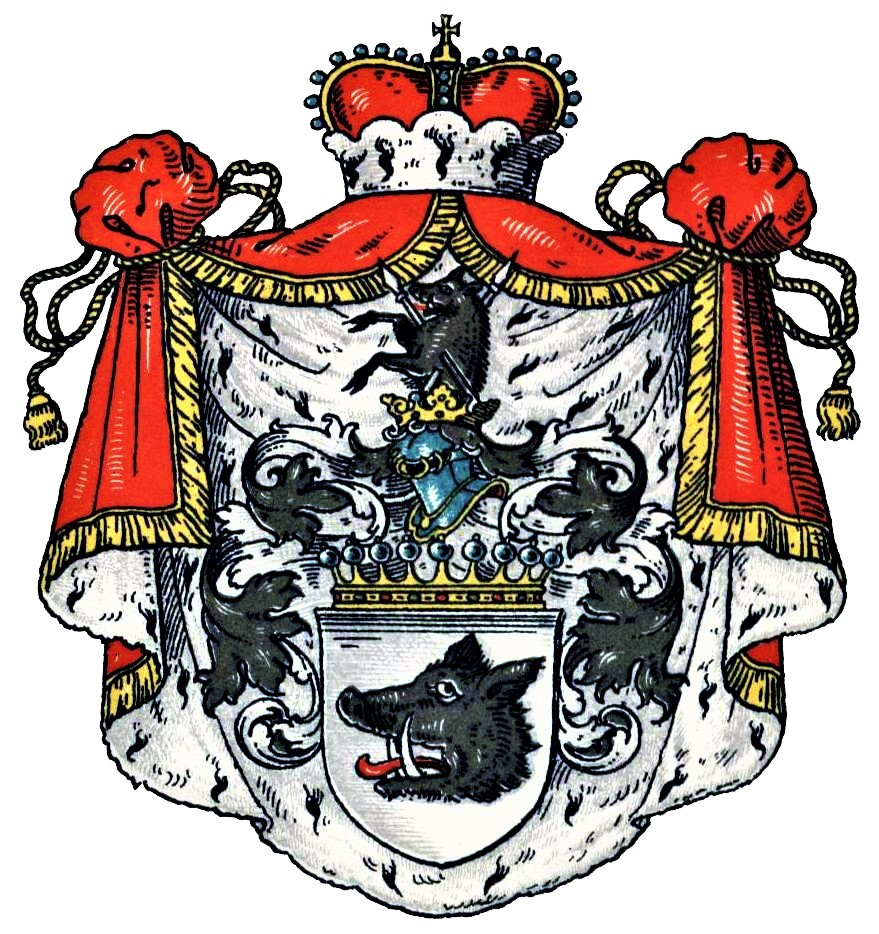
Wappen der Fürsten von Dönhoff im Wappenbuch des Westfälischen Adels

## Namensträger (chronologisch)
- Magnus Ernst Dönhoff (1581–1642), Woiwode von Pernau und Starost von Dorpat
- Reichsfürst Kaspar Dönhoff (1587–1645), Woiwode von Dorpat und Sieradz und polnischer Oberhofmarschall
- Gerhard Dönhoff (1590–1648), Reichsgraf, Kastellan von Danzig und Woiwode von Wenden und Pommerellen
- Zygmunt Ernest Denhoff († 1655), Tafelvorschneider der polnischen Königin, Starost von Bromberg
- Jerzy Albrecht Denhoff (1640–1702), Bischof von Krakau
- Jan Kazimierz Denhoff (1649–1697), Kardinal, Diplomat des polnischen Königs Johann III. Sobieski, Bischof von Cesena
- Władysław Denhoff (1639–1683), Kastelan von Kulm, Woiwode von Pommerellen, Schatzmeister von Preußen, gefallen in der Schlacht bei Párkány
- Ernst Dönhoff († 1693), polnischer Generalmajor, Jägermeister von Litauen, Kastelan von Wilna, Woiwode von Marienburg, Kronobermarschall und Starost von Christburg
- Friedrich von Dönhoff (1639–1696), kurbrandenburgisch-preußischer Generalleutnant
- Eleonore von Dönhoff (1674–1726), zweite Ehefrau des brandenburgischen General Hans Albrecht von Barfus
- Otto Magnus von Dönhoff (1665–1717), brandenburgisch-preußischer Generalleutnant und Gesandter
- Ernst Wladislaus von Dönhoff (1672–1724), preußischer Generalleutnant
- Stanisław Ernest Denhoff (1679–1728), polnischer Kongresschwertträger, Vizehetman von Litauen, Woiwode von Polozk und Konföderationsmarschall von Sandomir
- Alexander von Dönhoff (1683–1742), preußischer Generalleutnant
- Bogislaw Friedrich von Dönhoff (1669–1742), preußischer Generalmajor
- Maria Magdalena von Dönhoff, geb. Marianna Bielinska (1685–1730), Tochter des polnischen Kronmarschalls Kazimierz Ludwik Bieliński, nach Scheidung von ihrem Mann Boguslav Ernst Dönhoff von 1713 bis 1719 Mätresse Augusts des Starken. Später verheiratet mit Fürst Jerzy Ignacy Lubomirski
- Friedrich von Dönhoff (1708–1769), preußischer Oberst und Kammerherr, Ritter des Ordens Pour le Mérite
- Karl Friedrich Ludwig von Dönhoff (1724–1778), kaiserlich-königlicher Generalfeldwachtmeister
- August Christian Ludwig Carl von Dönhoff (1742–1803), preußischer Kriegsminister
- August Friedrich Philipp von Dönhoff (1763–1838), preußischer Oberst, Flügeladjutant, Oberhofmarschall, Landhofmeister und Ritter des Ordens Pour le Mérite
- Sophie von Dönhoff (1768–1834), morganatische Ehefrau von König Friedrich Wilhelm II. von Preußen
- August Heinrich Hermann von Dönhoff (1797–1874), preußischer Diplomat
- Louis von Dönhoff (1799–1877), preußischer Generalleutnant
- Emil von Dönhoff (1800–1877), preußischer Geheimer Regierungs- und Landrat
- Karl August von Dönhoff (1833–1906), preußischer Diplomat, vermählt mit Maria Beccadelli di Bologna
- Gerhard Graf von Dönhoff (1833–1906), Schlosshauptmann zu Königsberg,[8] Oberküchenmeister, Exzellenz, verheiratet mit Antonie von Clüstine
- Graf Otto von Dönhoff, Freiherr von Krafft (1835–1904), preußischer Diplomat
- August von Dönhoff (1845–1920), preußischer Diplomat und Politiker
- Stanislaus von Dönhoff (1862–1929), deutscher Standesherr, Verwaltungs- und Hofbeamter
- Bogislav von Dönhoff Freiherr von Krafft (1881–1962), Nationalsozialist, Generalkonsul in Bombay
- Heinrich Graf Dönhoff (1899–1942), Großgrundbesitzer und Offizier,[9] Bruder von Marion Gräfin Dönhoff
- Christoph Graf Dönhoff (1906–1992), Nationalsozialist, Bruder von Marion Gräfin Dönhoff, Dr. iur., seit 1935 Mitglied der NSDAP, Leiter des Rechtsamts der NSDAP-Auslandsorganisation in Paris und Mitarbeiter der Gestapo
- Dietrich Graf von Dönhoff (1902–1991), Kommendator des Johanniterorden[10]
- Marion Gräfin Dönhoff (1909–2002), Journalistin und Herausgeberin der Wochenzeitung Die Zeit
- Christian Graf von Dönhoff, Landwirt
- Hermann Graf Hatzfeldt (* 1941), Forstwirt, Autor und Herausgeber
- Tatjana Gräfin Dönhoff (* 1959), Schriftstellerin und Autorin des Buches zum Film Die Flucht
- Friedrich Dönhoff (* 1967), Schriftsteller